# Valdepeñas (vi)
La Denominació d'Origen Valdepeñas és una de les institucions Vitivinícoles més importants d'Espanya. Actualment és la segona Denominació d'Origen espanyola en volum de vendes i la tercera en reconeixement i penetració de marca. Són vns consolidats entre professionals i consumidors tant del territori nacional com a internacional.

## Història
Valdepeñas és una vila força arrelada amb el cultiu de les vinyes des de temps ancestrals,remuntant-se als temps dels íbers,fet constatat amb la trobada de materials orgànics relacionats amb la producció de vi al jaciment ibèric " El Cerro de las Cabezas". Des de la funcació de la vila el 1232 fou una zona d'important producció, però no va ser fins al 1561 quan el rei Felip II es va establir al poble i va estendre la seva qualitat quan hi va començar a formar part de la història de la vila. Des d'aquest moment la producció va anant creixent fins a arribar a les 200.000 arroves a finals del segle xviii, moment el qual el comerciant Pedro Sánchez Trapero aficant a Madrid fou la primera persona en defendre-hi la Denominació d' Origen de Valdepeñas des de mitjans com El nuevo diario de Madrid.
La construcció del ferrocarril el 1861 va ser una important empenta pel comerç,ja que quan Valdepeñas va rebre el títol de ciutat es va obrir la línea especial " Valdepeñas-Madrid", tren amb 25 vagons dels quals només hi carregaven vi. A banda de la capital espanyola també es va exportar a les Filipines, Cuba i Amèrica Central a través del Port de Cadis.
La importància dels vins de Valdepeñas va portar al Ministeri de Foment a crear l'Estació Enològica i Camp d'Experimentació i, el 1925, la Federació Regional de Viticultors. Tres anys més tard, es constitueix el Cercle Mercantil Vitivinícola, amb l'objectiu de defensar i promocionar els vins de la zona.
El 1930 la Junta Regional Vitivinícola s'estableix en Valdepeñas. El 8 de setembre de 1932, l'Estatut del Vinyer (primera llei que regulava el sector vitivinícola espanyol) recull i reconeix la zona de producció de Valdepeñas. D'aquesta forma la Denominació d'Origen Valdepeñas és una de les primeres zones de producció i elaboració protegides de l'estat.

## Característiques de l'àrea de producció
La zona de producció es troba al sud de la Manxa, compta amb unes 24.000 hectàrees i està travessada pel Riu Jabalón.Limita al nord per la plana manxega, a l'est pel Campo de Montiel, el Campo de Calatrava a l'oest i Sierra Morena al sud. Les varietats de raïm blanc són el 52% dels conreus i la resta de varietats negres.

## Clima i sòl
Situada a 705 msnm, els sòls són pobres en matèria orgànica i d'escassa fertilitat, circumstància ideal per al cultiu de la vinya. La regió conté abundància de terrenys calcaris, franc sorrencs i de terres argilenques de color vermell groguenc, que alimentades per les escasses precipitacions de la zona (entre 200 i 400 litres a l'any) doten al cultiu d'una gran resistència. Interessants des del punt de vista de la viticultura són els vessants de les muntanyes, tapizadas amb pedres de quarsites, sota les quals es conserva molt bé la humitat mentre en la seva superfície es genera una gran diferència tèrmica entre el dia i la nit.
Amb més de 2.500 hores de sol a l'any, aquestes terres de clima continental poden superar les temperatures màximes de 40 °C i les mínimes de -10 °C i fins i tot inferiors, amb una mitjana anual de 16 °C. Aquestes característiques climàtiques es tradueixen en uns raïms de bona maduració i per tant, en una producció de vins de major intensitat colorant, òptima estructura i potència aromàtica.

## Varietats de raïm
- Varietats blanques: Forcallat, Macabeu, Chardonnay, Verdejo, Sauvignon Blanc,Moscatell de gra menut.
- Varietats negres: Ull de llebre, Garnatxa, Cabernet Sauvignon, Merlot, Syrah, Petit Verdot.

## Vins
Els tipus de vins amb aquesta DO són :
- Vins Blancs: Joven, Roble, Crianza.

- Vins Negres: Joven, Roble, Crianza, Reserva,Gran Reserva.

- Vins Rosats
- Vins escumosos
- Vins dolços,semisecs i semi-dolços.